# Pertti Uotila
Pertti Johannes Uotila, född 28 maj 1943 i Viborgs landskommun, är en finländsk botaniker.
Uotila avlade filosofie doktorsexamen 1978. Han var 1969–1972 och 1978–1979 tf. amanuens och amanuens, 1979–1980 och 1980–1991 tf. intendent och intendent, 1992–1993 överintendent och 1993 avdelningschef samt blev 1994 museichef vid Helsingfors universitets Botaniska museum. Därtill var han 1973 och 1976–1977 assistent och 1989–1990 tf. professor i botanik vid Helsingfors universitet; docent i ämnet sedan 1979. Från 1979 till 1980 var han intendent vid Botaniska museet vid Åbo universitet.
Uotila har varit ordförande för bland annat Dendrologiska sällskapet 1985–1987, Vanamo-sällskapet 1990–2002, Finlands zoologiska och botaniska publikationsnämnd 1995–1997, WWF:s arbetsgrupp för kärlväxter 1989–1998 och Europeiska växtkarteringskommittén sedan 1999. Han är ledamot av Finska Vetenskapsakademien sedan 2003. Han har publicerat cirka 300 botaniska, främst systematiska och växtgeografiska arbeten.